# San Pedro de Cartago (kommun i Colombia)
San Pedro de Cartago är en kommun i Colombia.   Den ligger i departementet Nariño, i den sydvästra delen av landet, 500 km sydväst om huvudstaden Bogotá. Antalet invånare är 7 051.